# Drukpa Kunley
Drukpa Kunley (1455-1570) foi um lama budista, tibetano, mais conhecido por "O Santo das 5.000 mulheres". Optou pelo estilo de vida anárquico e em seus 115 anos de vida, iluminou através do sexo, cerca de 5 mil mulheres. Consideravam-no um louco, criador da "Louca Sabedoria", estágio de domínio mental em que se enxergava os fenômenos, as pessoas e as situações de uma maneira totalmente não-dualista. Em suas caminhadas, sempre nu, enxergava em alguma mulheres sinais das dakinis (a emanação feminina de Buda), e as iluminava através do sexo e assim as liberavam, iluminando-as, transformando-as em um corpo de luz. O lama budista trocava ensinamentos em troca de cervejas. Dentre sua histórias, três se destacam e podem ser encontradas no livro Le Fou Divin: Drukpa Kunley, yogi tantrique tibetain du XVI siècle, de Albin Michel. são elas: Gayakmo: a virgem casada; Drukpa Kunley no país dos abismos; Loleg Buti: a grande paixão de Kunley.